# Uma paraphygas
Uma paraphygas är en ödleart som beskrevs av Williams, Chrapliwy och Smith 1959. Uma paraphygas ingår i släktet Uma och familjen Phrynosomatidae. IUCN kategoriserar arten globalt som nära hotad. Inga underarter finns listade i Catalogue of Life.
Arten förekommer i delstaterna Coahuila, Chihuahua och Durango i norra Mexiko. Honor lägger ägg.